# پریکوپه
پریکوپه (περικοπή) مجموعه ای از آیات است که یک واحد یا فکر منسجم را تشکیل می‌دهد، مناسب برای خواندن عمومی از یک متن، که اکنون معمولاً از کتاب دینی است. نسخه‌های خطی - که اغلب پریکوپه نامیده می‌شوند، معمولاً انجیلی هستند، یعنی کتاب‌های انجیلی مختصر فقط شامل بخش‌هایی از اناجیل مورد نیاز برای مراسم عشای ربانی هستند.